# Amiloidosis
La Amiloidosis es un término genérico, utilizado para hacer referencia a un grupo de enfermedades de etiología diversa y pronóstico y tratamiento variables, con una característica común: todas ellas están causadas por el depósito extracelular de un material, denominado material amiloide. Este material, de naturaleza proteica, insoluble y resistente a la proteólisis, fue bautizado por Virchow debido a su afinidad por colorantes yodados, similar a la del almidón. En ocasiones se considera un prionoide, por su parecido con la proteína priónica.

## El material amiloide

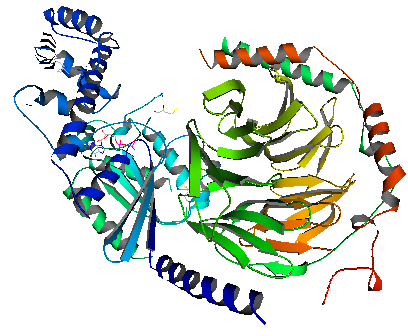
Representación 3D de una proteína.

El material amiloide es de origen proteico, insoluble y resistente a la proteólisis.
Puede teñirse con diversas técnicas, como la de hematoxilina-eosina y la tioflavina T, pero la característica más típica del amiloide es su tinción con rojo Congo, tras la cual adquiere birrefringencia verde manzana al ser expuesto a la luz polarizada. Estas características relacionadas con la tinción se deben a la estructura química adquirida por los precursores proteicos que forman el amiloide, independientemente de su naturaleza y es, por lo tanto, común a todos ellos.
El material amiloide está formado en un 95 % por fibrillas de amiloide.
Estas fibrillas de amiloide son polímeros insolubles formados por subunidades proteicas de bajo peso molecular que provienen de precursores solubles que adquieren una estructura secundaria anormal en lámina β-antiparalela. El otro 5 % del material amiloide corresponde a factores que, probablemente, contribuyen a la estabilización de las fibrillas, de los cuales los más importantes son el componente sérico P (una molécula de la familia de las pentraxinas, muy similar a la proteína C reactiva) y proteoglucanos y glicosaminglicanos, procedentes de la matriz extracelular del tejido de depósito.
Se trata, por lo tanto, de un trastorno que depende de un plegamiento determinado de la secuencia de aminoácidos, no importando cuál sea esta. Cualquier proteína que adquiera ese plegamiento y esas características físico-químicas, independientemente de la secuencia de aminoácidos, es amiloide. De esta manera, no existe una única proteína del amiloide, sino que se conocen al menos 23 proteínas humanas y 8 animales capaces de ser precursoras del material amiloide.

## Clasificación y nomenclatura
Clásicamente, se hacía una clasificación de las amiloidosis atendiendo a sus características clínicas y, por tanto, la nomenclatura seguía esta tendencia. Se hablaba de amiloidosis primarias, amiloidosis secundarias, amiloidosis familiares, etc. Esta clasificación pronto se reveló insuficiente e incómoda a la hora de manejar a los pacientes con esta enfermedad, por lo que en 1998, las normas para la clasificación y nomenclatura de la amiloidosis fueron revisadas por el Nomenclature Committee of the International Society of Amyloidosis. Desde entonces, los depósitos de material amiloide se clasifican utilizando la letra mayúscula A seguida por la letra de denominación de la proteína acumulada, sin ningún espacio entre ambas.
Caben varias formas de clasificación de la amiloidosis. Hoy en día se prefiere clasificarlas atendiendo a la proteína depositada, pero resulta importante no olvidar que, las amiloidosis pueden clasificarse también como sistémicas o limitadas, y que pueden ser hereditarias o adquiridas.
Además, la amiloidosis se puede clasificar de diferentes formas:
- Amiloidosis cutánea primaria

- Amiloidosis liquenoidea
- Amiloidosis macular

- Amiloidosis cutánea secundaria
- Amiloidosis sistémica primaria
- Amiloidosis sistémica secundaria
- Amiloidosis heredofamiliar

## Diagnóstico
Tras la sospecha clínica y analítica (según los órganos afectados), el diagnóstico solo puede confirmarse mediante la realización de una biopsia y posterior tinción de la misma con rojo Congo, observando con microscopio de polarización la birrefringencia verde característica del amiloide. Las localizaciones con mayor rendimiento diagnóstico para la realización de la biopsia son la grasa del panículo abdominal y la mucosa rectal. Otros lugares útiles para la biopsia son las encías, la piel, los nervios, el riñón y el hígado.
Amiloidosis ocurre en enfermedades como diabetes tipo 2, Alzheimer, Parkinson y Huntington.

## Pronóstico
La enfermedad es progresiva y en gran medida relacionada con las enfermedades subyacentes, en muchos casos tiene evolución desfavorable, pero se puede remitir en casos de infecciones, tumores extirpables o curables y con otros tratamientos.
Las principales causas de muerte que provoca esta enfermedad son la insuficiencia renal, las infecciones y la afectación cardiológica por arritmias, miocardiopatía restrictiva e insuficiencia cardíaca.

## Tratamiento
El tratamiento de la amiloidosis es exclusivamente sintomático, por lo que el tratamiento debe ir especialmente dirigido hacia la causa subyacente ya que esta es la única opción de poder modificar el curso de la amiloidosis.
Cuando no se conoce causa subyacente, como ocurre en la amiloidosis primaria, actualmente el tratamiento se basa en la administración de ciclos de tratamiento con prednisona y melfalán o prednisona con melfalán y colchicina. Asimismo, el tratamiento incluye los propios de la afectación visceral producida como insuficiencia renal, cardíaca.